# Agility Robotics

Agility Robotics, Inc. — це приватна американська компанія з розробки гуманоїдних роботів та інженерії. Компанія була заснована у 2015 році як відгалуження від Університету штату Орегон і наразі пропонує автоматизаційні рішення на основі свого гуманоїдного робота Digit.

## Історія
Компанія була заснована у 2015 році як відгалуження Лабораторії динамічної робототехніки Університету штату Орегон. Джонатан Герст, один із засновників, створив цю лабораторію та заклав наукову основу для динамічної стабільності й руху двоногих роботів. Лабораторія була однією з перших, хто відтворив ходьбу, подібну до людської, за допомогою роботів.
Компанія розпочала свою діяльність із розробки Cassie — двоногого робота без верхньої частини тіла або систем сприйняття. Cassie була продана як дослідницька платформа лабораторіям та інноваційним відділам з 2016 року і навіть встановила Світовий рекорд Гіннеса у бігу на 100 метрів серед двоногих роботів.
У 2017 році компанія представила Digit — повноцінного гуманоїдного робота. Digit був оснащений торсом, руками та повною системою сприйняття й спочатку продавався академічним лабораторіям і дослідницьким інститутам. Пізніше Ford придбав Digit для тестування в сфері доставки "останньої милі".
Поточна версія Digit була представлена у 2023 році на виставці ProMat, присвяченій логістиці та обробці матеріалів. Того ж року компанія оголосила про відкриття першого заводу з виробництва гуманоїдних роботів у Сейлемі, Орегон, під назвою RoboFab.
У 2023 році Agility Robotics розпочала співпрацю з Amazon для тестування Digit у їхніх центрах виконання замовлень.